# Discoppia pentasetata
Discoppia pentasetata är en kvalsterart som beskrevs av Subías och Rodríguez 1986. Discoppia pentasetata ingår i släktet Discoppia och familjen Oppiidae. Inga underarter finns listade i Catalogue of Life.